# Schlacht am Cut Knife
Die Schlacht am Cut Knife fand am 2. Mai 1885 statt, als eine kleine Schar indianischer Krieger der Cree und Assiniboine von kanadischen Regierungstruppen, bestehend aus Polizeikräften, Milizen und regulären Armeeeinheiten, angegriffen wurde. Es gelang den zahlenmäßig unterlegenen Kriegern, die Kanadier zurückzuschlagen.

## Vorgeschichte
Im Frühjahr 1885 riefen die Métis im Distrikt Saskatchewan eine Provisorische Regierung unter Führung von Louis Riel aus, die das Gebiet um Batoche kontrollierte. Bald nahm Riel Kontakt zu den lokalen Indianerstämmen der Cree und Assiniboine auf. Die kanadische Regierung entschied sich, den Aufruhr niederzuschlagen, aus Furcht vor einer weiteren Ausbreitung unter den Stämmen der Nordwest-Territorien.
Einige Großfamilien der Cree unter der Führung Poundmakers begaben sich nach Battleford zum Indianeragenten, um mit ihm die allgemeine Situation zu besprechen sowie um Hilfslieferungen einzufordern (viele Mitglieder litten Hunger). Als die Bevölkerung von Battleford und Umgebung vom Herannahen einer so großen Anzahl Indianer aus deren Reservaten erfuhr, verließ sie aus Furcht die Stadt und suchte Schutz bei den kanadischen Polizeikräften im Ford Battleford. Nach Ankunft Poundmakers mit seinen Leuten in der Stadt, weigerte sich der Indianeragent das Fort zu verlassen, er ließ sie stattdessen zwei Tage warten, so dass die Abordnung nach einem weiteren Tag Battleford verließ.
Währenddessen fanden Plünderungen in den verlassenen Gebäuden statt, aber die Identität der Plünderer ist umstritten. Während einige Berichte Poundmakers Leute dafür verantwortlich machen, behauptet ein Beobachter, dass die meisten Plünderungen durch Weiße verübt wurden. Mündliche Überlieferungen der historischen Ereignisse behaupten, dass die Plünderungen durch Angehörige vom Stamm der Nakoda ausgeführt wurden und dass Poundmaker sein Bestes tat, diese zu verhindern.
Die kanadische Regierung sandte General Frederick Middleton, um den Aufruhr niederzuschlagen. Die kleine Polizeieinheit bei Ford Battleford – plötzlich verantwortlich für die Sicherheit von 500 Zivilisten – bat ihn um Verstärkung und stellte schnell eine Miliz auf, um die Post zu besetzen. Middleton stellte eine Kolonne unter Führung von Oberst William Otter auf, um Battleford zu befrieden.
Otter erreichte mit seinen Einheiten am 24. April Battleford. Hocherfreut von seiner Ankunft, forderten die Stadtbevölkerung und die Siedler Rache an den Indianern für ihre Verluste an Menschen und Material. Und auch die eigenen Einheiten drängten auf Maßnahmen, so dass Otter – entgegen der Order von General Middleton, in Battleford zu bleiben – an den Vizegouverneur der Nordwest-Territorien, Edgar Dewdney, telegraphierte, mit der Bitte „Poundmaker bestrafen zu dürfen“, was ihm auch zugebilligt wurde. Eine Besatzung wurde in Battleford zurückgelassen, während Otter sich mit 392 Mann aufmachte, um die Cree und die Assiniboine am Berg „Knife Hill“ anzugreifen. Seine Streitmacht bestand aus kanadischen Polizeikräften, freiwilligen Milizionären und regulären Armeeeinheiten. Er hatte zwei 7-Pfund-Feld-Geschütze und eine Gatling bei sich. Sie brachen am 1. Mai auf, mit der Absicht, bis zur Abenddämmerung zu marschieren und nach kurzer Ruhepause bei Mondaufgang weiterzumarschieren, um die Cree und Assiniboine am frühen Morgen im Schlaf zu überraschen.

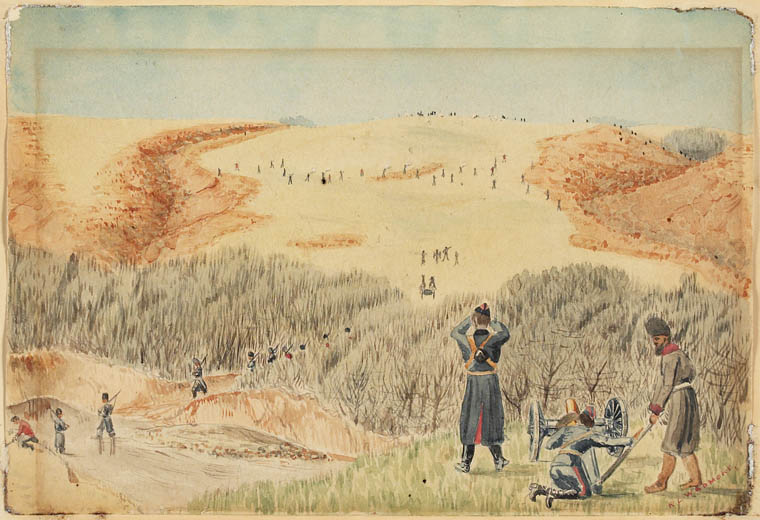
Die Schlacht am Cut Knife

In der Zwischenzeit hatten die Cree ihr Lager in ihrem Reservat westlich von Battleford aufgeschlagen und weitere Großfamilien hatten sich ihnen angeschlossen. Sie wussten, dass sich tausende Soldaten im Gebiet aufhielten, um die Métis-Rebellion niederzuschlagen. Sie entschieden, sich selbst zu schützen. Wie bei den Cree üblich, ersetzte der für den Krieg verantwortliche Häuptling Fine Day den politisch verantwortlichen Häuptling Poundmaker als obersten Befehlshaber, bis der Krieg vorbei war. Das gesamte Lager wurde quer über den „Cut Knife“-Bach nach Westen verlegt. Es war nach hinten geschützt durch den Berg „Cut Knife“ und seitlich durch Schluchten, die mit Buschwerk gefüllt waren. Ihre Anzahl betrug insgesamt etwa 1.500 Männer, Frauen und Kinder.

## Die Schlacht
Wie geplant, erreichte Otters Kolonne am 2. Mai in der Früh ihr Ziel. Allerdings hatte Otter das Indianerlager in der Prärie östlich des „Cut Knife“-Bachs erwartet, und er hatte nicht damit gerechnet, den Bach überqueren zu müssen. So mussten sie sich nach der Überquerung des Flusses durch ein Sumpfland hindurcharbeiten, bis sie endlich auf das Indianerlager stießen. Sie blieben aber nicht unbemerkt, und es wurde Alarm geschlagen. So begannen die Angreifer unverzüglich, das Lager zu beschießen. Frauen und Kinder der Indianer begaben sich nun zu ihrer Sicherheit in die seitlichen Schluchten und nach ihnen auch die männlichen Verteidiger. Diese organisierten sich in kleine Stoßtrupps, während Fine Day vom Berg aus die Aktionen koordinierte. Einzelne Stoßtrupps griffen von der einen Seite der Schluchten an und zogen sich rechtzeitig zurück, bevor die Kanadier sie zu fassen bekamen. Währenddessen stürmten weitere Stoßtrupps aus der gegenüberliegenden Schlucht heran und griffen die Kanadier von hinten an. Otter seinerseits konnte keine koordinierten Angriffe fahren, da er den Feind im dichten Gestrüpp nicht ausfindig machen konnte und auch keine Vorstellung von der Anzahl der Gegner hatte. Robert Jefferson – ein Augenzeuge – berichtete, dass insgesamt „nicht mehr als 50 Eingeborene an der Schlacht teilnahmen. Das war verständlich, da nur sehr wenige bewaffnet waren.“ Die Forschungsarbeit von Douglas Light gibt an, dass sich unter den Indianern 243 Männer befanden. Weiterhin erwähnt er, dass eine Anzahl junger Männer ebenfalls am Kampf teilnahm.
Otter versuchte der Situation zu begegnen, indem er seine Truppe in zwei Gruppen aufteilte, die jeweils einer Schlucht zugewandt war. Die Indianer ihrerseits versuchten einen Flankenangriff, indem sie sich entlang der Schluchten den Soldaten näherten und feuerten. Da sie sich aber hinter den Bäumen und Büschen versteckt hielten, blieben sie für die Kanadier unfassbar. Otter und seine Männer steckten in der Falle: Links und rechts von ihnen befanden sich die Schluchten und hinter ihnen sumpfiges Gelände. Als sich Otter nach sechs Stunden Kampf zum Rückzug entschloss, rettete sie nur Poundmakers Fürsprache davor, im Sumpfland durch feindliche Reiterangriffe aufgerieben zu werden.
In der Encyclopedia of Saskatchewan werden das Gelände und das anfängliche Gefecht etwas anders dargestellt, aber die Taktik Fine Days erscheint nach dem dortigen Bericht in vielerlei Hinsicht sogar noch brillanter.

## Auswirkungen
Die Schlacht am Cut Knife war aus Sicht der Eingeborenen die erfolgreichste Schlacht während der Nordwest-Rebellion. Ihrem Vorteil des eigenen Geländes stand eine Reihe Nachteile gegenüber: Sie waren zahlenmäßig unterlegen, sie wurden überrascht und hatten nur begrenzte Mengen Munition. 14 von Otters Soldaten wurden verwundet und 8 getötet, einschließlich eines Mannes, der zurückgelassen werden musste und durch die Indianerfrauen verstümmelt wurde. Drei Eingeborene wurden verwundet und fünf getötet, darunter befand sich auch ein Nez Percé, der einige Jahre zuvor aus den USA zugezogen war. Die Schlacht flößte einigen von Otters Leuten einen bisher nicht vorhandenen Respekt ein gegenüber den Indianern. Otter hatte erwartet, Poundmaker und die Seinen demoralisiert vorzufinden, so dass sie schnell kapitulieren würden. Trotz dieser bitteren Niederlage blieben die Kanadier aufgrund ihrer zahlenmäßigen Überlegenheit und besseren Ausrüstung für den weiteren Verlauf der Auseinandersetzungen im Vorteil. Nur wenige Wochen später begaben sich die Hunger leidenden Cree nach Battleford, um mit General Middleton Frieden zu schließen. Fine Day, der Cree-Häuptling und Befehlshaber der Schlacht, floh in die Vereinigten Staaten. Poundmaker wurde festgenommen und eingesperrt. Oberst William Otter überlebte die Schlacht und blieb eine bedeutende Persönlichkeit im Militär, wo er unter anderem das königliche kanadische Regiment im Zweiten Burenkrieg befehligte. Weiterhin war er während des Ersten Weltkriegs Leiter eines Internierungscamps.
Vielfach wird diese Schlacht mit der Schlacht am Little Bighorn verglichen. Tatsächlich bestehen Gemeinsamkeiten: In beiden Fällen missachteten die Offiziere die Befehle, auch wurde jeweils versucht, bei der Einnahme des Eingeborenenlagers das Überraschungsmoment zu nutzen. Sowohl Custer als auch Otter verkannten das Gelände so schwerwiegend, dass sie ihre Angriffsbemühungen verlangsamen mussten. Und beide sahen sich schließlich von ihren Gegnern umzingelt, ohne Möglichkeit, dieser habhaft zu werden. Otter erkannte immerhin, dass der Rückzug notwendig wurde (und der Gegner ließ ihn gewähren), während Custer weiterkämpfte. Dies führte dazu, dass Custer und ein Drittel seiner Soldaten ihr Leben ließen, während Otter und die meisten seiner Soldaten die Schlacht überlebten und Respekt für die indianischen Krieger entwickelten.

## Trivia
In der Stadt Cut Knife befindet sich der größte Tomahawk der Welt, das Poundmaker Historical Center und das Big Bear Monument, errichtet durch die Behörde für Nationale Denkmäler. Am Berg Cut Knife ist ein steinernes Denkmal aufgestellt, mit Blick auf den Ort der Schlacht und das Battle-River-Tal.